# ويليام هارفي
ويليام هارفي (1578-1657) طبيب إنجليزي هو مؤسس علم وظائف الأعضاء عن طريق وصف الدورة الدموية الكبرى في جسم الإنسان. وهو مكتشف حقيقة الدورة الدموية وعمل القلب كمضخّة، فالدراسة الوظيفية للقلب والدورة الدموية بقيت على الأكثر متوقفة تماماً منذ 1400 سنة أيام عالم التشريح الإغريقي-الروماني غالينوس .ومع ذلك ، دخل هارفي هذا المجال بشجاعة وجرأة، بالإضافة إلى ذكائه وطرق تجاربه الدقيقة، التي اعتُبرت نموذجاً للبحث العلمي في علم الحياة والعلوم الأخرى، كما شارك هارفي في البحث والتحقيق عن المغناطيس الذي كان الرصيد للبدء بأبحاث تجريبية دقيقة في العالم أجمع.

## إنجازه
إن ما اكتشفه الطبيب الإنجليزي ويليام هارفي عن كيفية عمل القلب ودوران الدم في الأوعية يعتبر الإنجاز الأهم في الطب في كل زمان ومكان -كما يعد الكثيرون. فقد رسّخ هذا الاكتشاف مبدأ مهماً في الطب ألا وهو الاعتماد على التجارب العملية لفهم وظائف أنسجة وأعضاء الجسم المختلفة، إذ أن ما ألفه هارفي عام 1628 تحت عنوان(Exercitatio Anatomica de Motu Cordis et Sanguinis in Animalibus أو بحث تشريحي عن حركة القلب والدم في الحيوانات) كان فاتحة لما تلاه من التجارب والبحوث العديدة التي كشفت النقاب عن أسرار عمل باقي العمليات الفسلجية في الجسم- كالتنفس والهضم والأيض والتناسل.
كان هارفي قد أكمل دراسته الطبية من جامعة بادوا، حيث تعلم فيها حقيقة مهمة، ألا وهي أن للأوردة صمامات تسمح بنقل الدم في اتجاه واحد فقط ولا تسمح له بالرجوع في الإتجاه المعاكس. ولكن دور هذه الصمامات لم يكن معروفاً على وجه التحديد. ورغم أنه كان لا يزال خطراً مخالفة آراء غالين، والتي دعا من خلالها بأن القلب لا يقوم بصنع الدم فقط بل ويضخه إلى كافة أنحاء الجسم أيضاً، فقد قرر هارفي دراسة تدفق الدم في الحيوانات الحية، وهو الأمر الذي كلفه 12 سنة قضاها في محاولة لإقناع الكلية الطبية الملكية في لندن بجدوى تجاربه وأبحاثه التي تضمنها كتابه الجديد والتي امتدح فيها غالين بينما حاول تحدي العديد من أفكاره.
ففي الفصل الثامن من أصل 17 فصلاً تضمنها كتابه، قدم هارفي ببالغ الحذر لنظريته الثورية الخطرة والتي تفيد بأن الدم يسري في دورة مغلقة خلال الجسم ابتداء من القلب فالشرايين فالإوردة التي ترجع به إلى القلب من جديد. أما في الفصول التسعة اللاحقة، فقد حاول هارفي أن يدعم نظريته بلغة إنجليزية واضحة للغاية.
لقد تمكن هارفي فعلاً أن يشرح من خلال سلسلة من التجارب الممتازة على الحيوانات الحية الكيفية التي يدور بها الدم داخل الجسم. فعندما كان يسد شرياناً ما، فإن الوريد الذي يأخذ الدم من ذات الجزء كان ينكمش أيضاً، بينما كان انسداد الوريد يؤدي إلى تضخمه أسفل منطقة الانسداد وانكماشه أعلاه، الظاهرة التي لم تكن تلبث أن تزول بمجرد فتح الوريد من جديد. كما أوضح أيضاً بأن الصمامات الوريدية تسمح بجريان الدم بإتجاه القلب فقط. لقد أكدت هذه الاكتشافات سوية بأن للدم (دوراناً) داخل الجسم.

## روابط خارجية
- ويليام هارفي على موقع الموسوعة البريطانية (الإنجليزية)
- ويليام هارفي على موقع إن إن دي بي (الإنجليزية)